# 黒田和夫
黒田 和夫（くろだ かずお、1917年4月1日 - 2001年4月16日）はアメリカ合衆国の地球化学者。通称はポール黒田（Paul Kuroda）。

## 概要
アーカンソー大学名誉教授で、日本から米国に帰化した科学者の第一号とされる。ウラン235の存在比が現在より大きかった昔のウラン鉱床では環境条件が揃うと天然原子炉が形成される可能性があることを公開されたばかりのフェルミの原子炉理論を利用し予想した。発表当初は懐疑的な見方が多かったが、後に西アフリカでオクロの天然原子炉跡が発見され裏付けられた。また初期の太陽系にはプルトニウム244が存在したことを隕石中のPu-244が核分裂を起こした際に放出したとみられるキセノン含有量から証明をした。64人の博士号(Ph.D.)の学生を輩出し、著者または共著者として約400点の刊行物を発表した。

## 経歴
- 1939年: 東京帝国大学理学部化学科を卒業。
- 1944年: 理学博士号を取得。「Geochemical studies on the hot springs of Japan(本邦温泉の地球化学的研究)」。[3]<東京大学助教授として最年少の教職員になる。柴田雄次、木村健二郎のもとで希元素鉱物や温泉の分析・地球化学研究を行う。
- 1948年: 本邦温泉、鉱泉の微量成分、放射性元素の定量的研究の業績により第1回日本化学会 純正化学賞を受賞する。
- 1949年: グレン・シーボーグを頼り渡米。
- 1952年: ミネソタ大学で博士号を取得後にアーカンソー大学助教授に就任。
- 1955年: アメリカ国籍を取得。
- 1956年: Journal of Chemical Physicsで天然原子炉が形成される可能性を予想した論文を発表（1972年にガボン共和国のオートオゴウェ州オクロで発見される）。
- 1987年: アーカンソー大学教授を引退。
- 1991年: 日本地球化学会の「柴田賞」を受賞[4]。
- 1999年: 日本が第二次世界大戦中に研究していた原爆開発原理に基本的な誤りがあったことを黒田和夫の保管していた旧陸軍内部文書により発見された。[5]焼却予定だった資料を共同研究者の理化学研究所の一人から渡されていた。

## 著書
- 黒田和夫『温泉の科学』長谷川書店、1948年。
- 黒田和夫『特殊試薬による化学分析』河出書房〈化学集書〉、1948年。
- 黒田和夫『皮膚病 : 種類・症状・生活上の注意』文研出版〈文研リビングガイド〉、1977年。
- 黒田和夫『17億年前の原子炉 : 核宇宙化学の最前線』講談社〈ブルーバックス〉、1988年。ISBN 4-06-132720-8。